# Гилфордский собор
Гилфордский собор (Собор Святого Духа; англ. Guildford Cathedral) — кафедральный собор Церкви Англии диоцеза Гилфорда. Находится в городе Гилфорд, графство Суррей, Англия.

## История
Созданный в 1927 году диоцез Гилфорда охватывает бо́льшую часть графства Суррей. Ричард Онслоу, 5-й граф Онслоу, пожертвовал первые шесть акров земли, на которых стоит собор, а виконт Беннет, бывший премьер-министр Канады, купил остальную землю и подарил её собору в 1947 году. Строительство собора началось только через 9 лет, в 1936 году. В тендере, устроенном комитетом собора, победил проект Эдварда Мауфа (позже сэр Эдвард Мауф); в том же году Космо Лэнг, архиепископ Кентерберийский заложил первый камень в фундамент. Проект указывал бюджет строительства — 250 000 фунтов стерлингов. Работы начались в 1937 году, но были приостановлены во время Второй мировой войны.

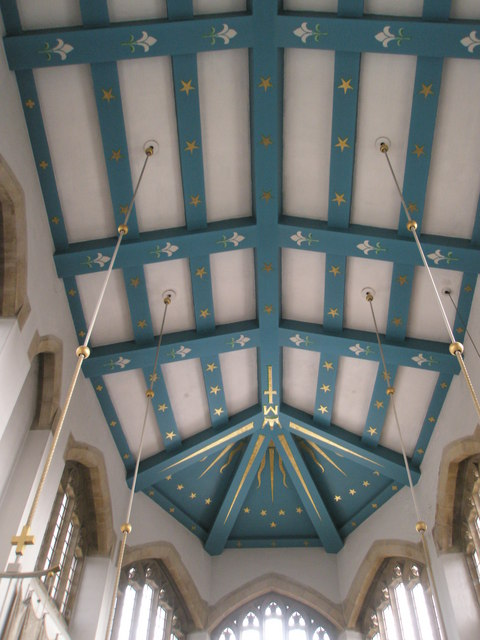
Свод часовни Богоматери

К тому времени, когда после войны были сняты ограничения на строительство, от первоначальных 250 000 фунтов стерлингов, ранее собранных на строительство собора, почти не осталось. В 1952 году Уолтер Боултон, который служил в основном в Индии, был назначен настоятелем и пробстом Святой Троицы. Вместе с комитетом собора он возобновил сбор средств, запустив кампанию «Купи кирпич». В 1952—1961 годах более 200 тысяч простых людей заплатили 2 шиллинга (приблизительно эквиваленты 6 фунтам), чтобы написать на кирпиче для собора своё имя или имя другого человека. Королева Елизавета II и принц Филипп, как и другие члены королевской семьи, собственноручно подписали кирпичи, которые теперь выставлены внутри собора.
С 1927 года и до открытия собора в 1961 году церковь Святой Троицы выполняла функции прокафедрального собора в Гилфорде. Здание было освящено в присутствии королевы Елизаветы 17 мая 1961 года. К большому разочарованию жителей города Гилфорд и диоцеза, первым деканом Гилфорда стал не Уолтер Боултон, а преподобный Джордж Кларксон. Строительные работы были полностью завершены в 1965 году.